# Маруся Звіробій
Мару́ся Степа́нівна Звіробі́й-Біле́нька, при народженні Олена Степанівна Самбул[⇨], відома як Мару́ся Звіробі́й; 25 березня 1978, смт Калинівка, Васильківський район, Київська область) — українська волонтер, контрактник ЗСУ, інструктор навчального центру десантно-штурмових військ, громадська діячка. Учасниця російсько-української війни (з 2014).

## Ім'я
Ім'я при народженні — Самбул Олена Степанівна. На виборах 2021 року в документах вказане ім'я Звіробій-Біленька Маруся Степанівна.

## Життєпис
Проживає в селищі міського типу Калинівка, неподалік Києва.
Вищу освіту здобула з журналістики. До Майдану була приватною підприємицею, власницею вебстудії, викладала дизайн, займалася рекламою. Була учасницею клубу історичної реконструкції. Членкиня Українського геральдичного товариства.
Активну участь у Революції гідності взяла відразу після подій 18 лютого 2014 року в Маріїнському парку та на Майдані. Стала волонтеркою, створивши проєкт «Допомога пораненим Майдану».
З початком війни на сході України почала допомагати військовикам. Улітку 2014 року організувала полігон початкового військового вишколу, на якому волонтери-інструктори, що мали військовий фах, навчали початкового військового вишколу бійців збройних сил України та добровольчих батальйонів перед виїздом на фронт.
Восени 2014 року — командир 11-го батальйону ДУК «Правого сектора» з Київщини. У 2015 році Маруся з командою почала співпрацювати з 79 бригадою ВДВ, готуючи для них бійців на вже контрактну службу. Випускників її команди називали «Марусиними ведмедями».
2016 — старший солдат і командир мобільної інструкторської групи десанту Збройних сил України «Марусині ведмеді» 199-го навчального центру ДШВ, що на Житомирщині.
У 2017 році стала військовичкою бригади швидкого реагування Національної гвардії України, а вже за рік повернулась до лав десантно-штурмових військ із новим проєктом.
На початку 2019 року за підтримки командувача Десантно-штурмових військ Михайла Забродського і начальника Генерального Штабу Віктора Муженка втілює в життя пілотний проєкт коротких ротацій в окремому розвідувальному батальйоні ДШВ у складі цього батальйону на контрактній службі. Звільнилася зі ЗСУ за станом здоров'я.

### Кримінальне провадження
На початку листопада 2019 року Маруся Звіробій разом з депутаткою від Європейської солідарності Софією Фединою записала відео з нецензурними висловами на адресу президента України Володимира Зеленського після його візиту у жовтні 2019 року на лінію розмежування, біля міста Золоте. Там Зеленський спілкувався на підвищених тонах з добровольцями, що протестували проти розведення військ. Після цього ГПУ зареєструвала кримінальне провадження стосовно Федини та Звіробій.
28 листопада у будинку Звіробій слідчі ДБР, за присутності спецпризначенців СБУ зі спецпідрозділу «Альфа», провели обшук і вилучили три мобільні телефони, зареєстровану зброю (рушницю 12 калібру і карабін АКМ без набоїв). Обшук відбувався у будинку бабусі Звіробій на Київщині о 6:45 години ранку. За думкою Звіробій та її захисника перші півтори години пройшли з брутальними порушеннями процесуальних норм: без присутності адвоката із забороною відеофіксації та приведеними слідчими понятими. Також проведено обшук транспортного засобу.
Як заявили згодом слідчі, цей обшук вони вважають законним, адже отримали на нього дозвіл суду. Адвокат Звіробій Андрій Писаренко пояснив, що розслідування проти його підзахисної проведено за статтями:
- Дії щодо насильницької зміни чи повалення конституційного ладу чи захоплення державної влади (ст. 109, ч. 3),
- Посягання на життя державного чи громадського діяча (ст. 112),
- Погроза або насильство щодо державного чи громадського діяча (ст. 346).

6 лютого ДБР повідомило про підозру Звіробій щодо її «погроз» Зеленському. 10 лютого відбулося судове засідання. Суд обрав Звіробій запобіжний захід, її зобов'язали носити електронний браслет. Звіробій сказала:
|  | Я була присутня на всіх судах, які відбуваються... Вся країна, у справі Шеремета, щонайменше, зробила висновки: ми потрапили в тоталітарну державу, правоохоронці — це найманці системи і система закриває без доказів. Коли ми готувалися до суду, ми виходили з цього... я приймаю цей бій і якщо мене боїться особисто Зеленський і вважає, що мене можна посадити за попередження, я виїм йому мозок. Нехай це теж якось кваліфікують — може, як канібалізм |

10 лютого 2020 суд зобов'язав Звіробій здати закордонний паспорт й обрав запобіжний захід у формі особистого зобов'язання терміном до 9 квітня.
У цілому ряді ЗМІ з'явилися коментарі, які трактували дії правоохоронців як політичне гоніння, замовлене владою — хто цитуючи слова самих фігуранток чи політсили «ЄС», а хто й самостійно виносячи на свої шпальти висновок про відкриття командою Зеленського сезону політичних переслідувань волонтерів і майданівців у ширшому контексті, і лише дехто надав слово запереченням, висловленим Венедіктовою, яка сама доклала руку до практичної реалізації політики Зеленського щодо проукраїнських активістів. 8 травня Печерський суд Києва не продовжив запобіжний захід для Звіробій.

### Довибори до ВРУ
10 грудня 2020 року Маруся Звіробій заявила про своє приєднання до партії «Європейська солідарність» та участь кандидатом від партії у довиборах народного депутата ВРУ в 87 виборчому окрузі на Івано-Франківщині., а 9 лютого 2021 року подала документи до Центральної виборчої комісії. 11 лютого 2021 року на з'їзді провладної партії «Слуга народу» кандидатом у народні депутати по тому ж 87 округу висунуто Василя Вірастюка. 16 березня Маруся Звіробій зняла свою кандидатуру з виборів на користь Руслана Кошулинського з партії ВО «Свобода».

## Нагороди та відзнаки
- Відзнака Президента України «За гуманітарну участь в антитерористичній операції»[9].
- Недержавна відзнака — орден «Народний Герой України» (наказ № 14 від 26 березня 2016)[9][32].

## Сім'я
У шлюбі. Має доньку Зоряну.